# 早川家住宅
早川家住宅（はやかわけじゅうたく）は、岐阜県海津市平田町三郷にある豪農の邸宅。明治時代に建てられた主屋、飯米庫、洋館、裏座敷、下男部屋、西ノ庫、辰巳隅職人部屋ならびに辰巳庫が国の重要文化財に指定されている。

## 概要
早川家は室町時代から続く豪農であるが、1891年（明治24年）10月28日に発生した濃尾地震によりその邸宅は大きな被害を受けた。濃尾地震に遭った翌年から再建に着手し、1904年（明治37年）に竣工した。個人所有の住宅であったが、海津市に移管されている。
当時の早川家当主は17代早川周造で南濃銀行（十六銀行の前身のひとつ）頭取を務め、県会議員及び、多額納税者として貴族院議員に選出された当地方屈指の財界人にして表千家や武者小路千家の茶匠との交流がある数寄者として鳴らした文化人であり、住宅の再建に当たってはその意向が反映されている。
更に再建された住宅は水害常襲地域である輪中地方にあるため水害対策が行われ、嵩上げが行われた他、濃尾地震の経験から筋交いや火打梁を施し、松杭を地盤に食い込ませた上、丸太を十字に組んだ地震梁という独自の耐震工法を用いている。再建中に起きた木曽三川の水害に早川周造は、この時は「明治改修」と後に呼ばれる木曽川上流改修工事に尽力していたので、住宅の再建工事は途中で中断している。
この治水事業は、オランダ人技師のヨハニス・デ・レーケの指導のもと、明治20年から44年にかけて木曽三川下流部の改修が、行われた木曽三川分流工事である。。洋館は、工事期間中のヨハニスの宿泊場所であり、行幸した天皇も逗留している。ヨハニスは、枕が変わると眠れないので、枕を持ち歩いたことが、語り継がれている。

## 歴史
早川氏は、第59代宇多天皇（887年-890年）、第58代光孝天皇第三子に源を発し、佐々木源氏をして近江の栄え、佐々木氏信が早川但馬守となり、早川を名乗ったという。
九代目の孫早川兼明左近が、1555年（弘治元年）小尻村新田開発の為、この地にきた。それ以来、地頭・地主として、今日に至る。

## 建築構造
主屋は南側に玄関を配し、庭を除いて3×5室の構成となっている。10畳の玄関の北に12畳の板の間、その北に8畳の板の間を配し、玄関東が畳張りのミセ、その北側が6畳間があり東端は南からニワ、ナカイリニワ、カッテニワがある。玄関西から8畳の次の間、16畳の広間、5畳のほどの鞘の間があり、次の間の北は6畳間、7畳間がある。広間北は3畳の仏間、10畳半の座敷を配し、鞘の間北に茶室の和敬室、水屋が並ぶ。離れは廊下で主屋と繋がれ、4畳の鞘の間、8畳の嵯峨廼舎および5畳2台目の御室からなる。

## 文化財（国指定）
2019年（令和元年9月30日）、「意匠的に優秀なもの」「流派的または地方的特色において顕著なもの」として国重要文化財（建造物）に指定された。

## 墓所
早川氏の菩提寺である阿弥陀寺には、早川氏の代々の墓が所在する。

## 家系
早川周造は、早川家住宅の再建に先立ち、廃材を使用して姉妹に家を建てた。その家は、分家として三郷部落に、旧早川家住宅の間取りそのままに現存する。

## 立地

### 所在地
- 岐阜県海津市平田町三郷大尻

### 周辺の施設等
- 荷席稲荷神社 - 地域の守護神として、地頭に任じられた早川氏が、伏見稲荷大社から分霊を勧請した[1]。
- 千代保稲荷神社 - おちょぼさんの愛称で親しまれている。

### 最寄り駅
- 名鉄名古屋駅より岐阜方面笠松駅下車
  - 　笠松駅より名鉄竹鼻線・羽島線に乗車し、新羽島駅で下車。岐阜羽島駅より、海津市コミュニティバス「海津羽島線」に乗車し、「お千代保稲荷」下車[海 3]。

- 名阪近鉄バス
  - 　海津線（大垣駅前乗車～今尾・海津市役所下車）
  - 　にしみのライナー（名古屋駅乗車～名神大垣または、安八下車）

ともに停留所よりタクシー。

## テレビ番組
2023年に早川家住宅をブラタモリが、取材をした。

## その他
2022年（令和4年）より、毎月1日と15日に入場者を限って一般公開されている。